# Cherves
Cherves é uma comuna francesa na região administrativa da Nova Aquitânia, no departamento de Vienne. Estende-se por uma área de 25,81 km². Em 2010 a comuna tinha 561 habitantes (densidade: 21,7 hab./km²).